# Tomas Arana
Thomas Clifford Arana (ur. 3 kwietnia 1955 w Auburn) – amerykański aktor filmowy, teatralny i telewizyjny. Ma obywatelstwo amerykańskie i włoskie.

## Życiorys
Urodził się w Auburn w Kalifornii jako syn Reny i Williama Aranów. Jego matka była pochodzenia niemieckiego i szwedzkiego, a ojciec miał korzenie meksykańskie i łotewskie. Dorastał w San Francisco, gdzie jako młodzieniec był wielokrotnie nagradzanym sportowcem i przez wiele lat trenował kendo, aikido, judo, szermierkę i kenjutsu, a także zaawansowane techniki tańca i ruchu. Studiował w American Conservatory Theatre w San Francisco, gdzie grał w sztukach takich jak Kaligula, An Evening with Tennessee Williams, The Play’s the Thing i Widok z mostu Arthura Millera. Ukończył City College of San Francisco. Występował też w produkcjach na off-Broadwayu. Następnie podróżował autostopem po całej Europie, pracując jako artysta wędrowny i współpracując z takimi artystami jak Andy Warhol, Robert Rauschenberg i Joseph Beuys. Po powrocie do Stanów Zjednoczonych Arana zaczął podpisywać kontrakty na role filmowe.
Rozpoznawalność przyniosły mu role: Łazarza w dyskusyjnym i wywołującym wiele kontrowersji dramacie Martina Scorsese Ostatnie kuszenie Chrystusa (The Last Temptation of Christ, 1988), kucharza Leginova w ekranizacji powieści sensacyjnej Toma Clancy’ego Polowanie na Czerwony Październik (The Hunt for Red October, 1990) w reżyserii Johna McTiernana i postać generała Quintusa w historycznym dramacie kostiumowym Ridleya Scotta Gladiator (2000). Wystąpił w teledysku do piosenki Madonny „Bad Girl” (1993) jako nieznajomy. W miarę upływu czasu Arana grał także w filmach niezależnych, takich jak dreszczowiec Lamberta Bavy Zagadka osobowości (Body Puzzle, 1992) z Joanną Pacułą, dramat Życie kobiety niemoralnej (This Girl’s Life, 2003) o losach międzynarodowej gwiazdy świata porno i horror telewizyjny Frankenfish (2004). Wśród międzynarodowych reżyserów, z którymi współpracował, byli Liliana Cavani, Carlo Verdone i Michele Soavi.
Był producentem i występował w wielu produkcjach z zespołem teatralnym Falso Movimento z Neapolu we Włoszech, w tym Tango glaciale (1982), Otello (1984) i Ritorno ad Alphaville (1986), zdobywając nagrody, w tym za najlepszą sztukę roku, najlepszą scenografię i prestiżową nagrodę Mondello, a widowiska przez ponad dziewięć lat prezentowane były na najważniejszych międzynarodowych festiwalach, w tym w Londynie, Frankfurcie, Nowym Jorku, San Francisco, Los Angeles, Madrycie, Barcelonie, Kopenhadze, Sztokholmie i Jerozolimie. Współreżyserował przedstawienia m.in. Tango glaciale (1982).
Jest żonaty, ma trzech synów – Yaneza, Joaquina i Dashiella oraz pasierba Leonardo.

## Filmografia

### Filmy fabularne
- 1978: Krwawa zemsta (Fatto di sangue fra due uomini per causa di una vedova – si sospettano moventi politici) jako Faszysta
- 1981: Skóra (La Pelle) jako żołnierz amerykański
- 1988: Domino jako Gavros
- 1988: Ostatnie kuszenie Chrystusa (The Last Temptation of Christ) jako Łazarz / Głos w tłumie
- 1989: Franciszek (Francesco) jako Czytający Brat
- 1989: Kościół (La Chiesa) jako Evan
- 1990: Polowanie na Czerwony Październik (The Hunt for Red October) jako kucharz Loginov na „Czerwonym Październiku”
- 1991: Zagadka osobowości (Body Puzzle) jako Michael
- 1992: Bodyguard jako Greg Portman
- 1993: Tombstone jako Frank Stilwell
- 1997: Kobiety mafii (Bella Mafia)
- 1997: Tajemnice Los Angeles (L.A. Confidential) jako Michael Breuning
- 2000: Gladiator jako generał Quintus
- 2001: Pearl Harbor jako wiceadmirał Frank J. „Jack” Fletcher
- 2002: Pasażer (Derailed) jako Mason Cole
- 2004: Krucjata Bourne’a (The Bourne Supremacy) jako Martin Marshall
- 2008: Opór (Defiance) jako Ben Zion
- 2011: Jestem Bogiem (Limitless) jako mężczyzna w brązowym płaszczu
- 2011: Współlokatorka (The Roommate) jako Jeff Evans
- 2012: Mroczny Rycerz powstaje (The Dark Knight Rises) jako prawnik Wayne’a
- 2014: The Possession of Michael King jako Augustine

### Seriale TV
- 1998: Strażnik Teksasu (Walker, Texas Ranger) jako Jack Mandell
- 2001: Ostry dyżur (ER) jako prokurator Rifkin
- 2002: Bez śladu (Without a Trace) jako Chuck
- 2003: CSI: Kryminalne zagadki Miami (CSI: Miami) jako pan Davis
- 2003–2004: Tajniacy (Spooks) jako Herman Joyce
- 2004: Jordan w akcji (Jordan) jako ojciec Casnelli
- 2005: CSI: Kryminalne zagadki Las Vegas (C.S.I.: Crime Scene Investigation) jako Joseph Diamond
- 2005: 24 godziny (24) jako Dave Conlon
- 2006: Skazani za niewinność (In Justice) jako detektyw Ben Dryer
- 2006: Liga Sprawiedliwych (Justice League) jako Tharok (głos)
- 2007: Pompeje (Pompei, ieri, oggi, domani) jako Massimo
- 2020: Nowy papież jako Tomas Altbruck